# Albert Malbert
Albert Malbert (* 27. Februar 1914 in Bordeaux; † 10. August 1972 in Bergerac) war ein französischer Filmschauspieler.
Albert Malbert war von 1933 bis 1953 als Schauspieler aktiv und hatte zahlreiche, teils tragende Nebenrollen in mehr als hundert französischen Kinofilmen, oft im komödiantischen Fach. Bekannt wurde er für seine Rollen in Un sourire dans la tempête (1950), Deuxième bureau (1935) und Jugend von heute (1949).

## Filmografie
- 1934: La crise est finie
- 1935: Deuxième bureau
- 1935: Retour au paradis
- 1936: Les jumeaux de Brighton
- 1937: Le coupable
- 1938: Tricoche et Cacolet
- 1938: Carrefour
- 1938: Das Geheimnis von St. Agil (Les Disparues de Saint-Agil)
- 1939: Le veau gras
- 1942: Annette et la dame blonde
- 1943: Der Rabe (Le Corbeau)
- 1944: Graine au vent
- 1945: Boule de suif
- 1947: Le village perdu
- 1948: Éternel conflit
- 1949: Jugend von heute (Rendez-vous de juillet)
- 1949: La Ferme des sept péchés
- 1950: Manege frei (Au revoir, Monsieur Grock)
- 1950: Cartouche, roi de Paris
- 1950: Un sourire dans la tempête
- 1951: Unter dem Himmel von Paris (Sous le Ciel de Paris)